# San Bartolo Teontepec
San Bartolo Teontepec är en ort i Mexiko.   Den ligger i kommunen Tepanco de López och delstaten Puebla, i den sydöstra delen av landet, 200 km sydost om huvudstaden Mexico City. San Bartolo Teontepec ligger 1 812 meter över havet och antalet invånare är 5 475.
Terrängen runt San Bartolo Teontepec är kuperad åt sydväst, men åt nordost är den platt. Runt San Bartolo Teontepec är det ganska tätbefolkat, med 108 invånare per kvadratkilometer. Närmaste större samhälle är Tehuacán, 14,4 km öster om San Bartolo Teontepec. Trakten runt San Bartolo Teontepec består i huvudsak av gräsmarker.